# Ceanothus incanus
Ceanothus incanus är en brakvedsväxtart som beskrevs av John Torrey och Gray. Ceanothus incanus ingår i släktet Ceanothus och familjen brakvedsväxter. Inga underarter finns listade i Catalogue of Life.